# Томаш Вавжецький
Томаш Антоні Вавже́цький (пол. Tomasz Antoni Wawrzecki; 7 березня 1759 — 5 серпня 1816) — польський військовий і політичний діяч, підкоморій ковенський (з 1784), хорунжий великий литовський (1791).

## Життєпис
Належав до гербу Роля.

Герб Роля

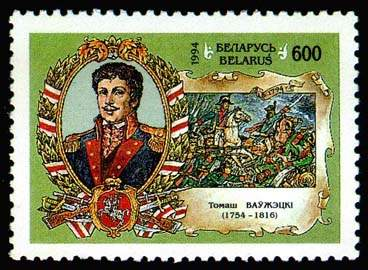
Поштова марка Білорусі, 1994

У січні 1791 отримав від польського короля Станіслава Августа посаду хорунжого великого литовського. Прихильник реформ, в 1788 був обраний послом (депутатом) від Браславського повіту на Чотирирічний сейм (1788—1792). Член об'єднання прихильників нової польської конституції 1791-го.
У лютому 1791 запропонований королем на посаду підскарбія надвірного литовського, від якої відмовився.
В 1792 брав участь в російсько-польській війні.
Під час повстання під керівництвом Тадеуша Костюшка отримав чин генерал-лейтенанта (16 жовтня 1794). Після бою під Ґміна Мацейовіце, де Тадеуш Костюшко був важко поранений і взятий у полон, був призначений головнокомандувачем польських повстанських сил. Брав участь у битві за Прагу (передмістя Варшави, листопад 1794).
В 1796 погодився присягнути російському імператору Павлу I, за що був звільнений разом з 12 тис. полонених поляків.
З 1813 — член Тимчасової ради, керуючий Варшавським герцогством. В 1815 призначений міністром юстиції Королівства Польського з довічним титулом сенатора-воєводи.